# Maria Anália Duarte de Souza
Maria Anália Duarte de Souza (1970) es una botánica, taxónoma, curadora, geobotánica, y profesora brasileña.

## Biografía
En 1992, obtuvo el diploma de ciencias biológicas por la Universidade Federal do Amazonas. En 1996, guiada por el Dr. Michael John Gilbert Hopkins completó su maestría en botánica, por el Instituto Nacional de Pesquisas da Amazônia, defendiendo la tesis Aspectos da Biologia reprodutiva de 11 espécies de Myrtaceae na Amazônia Central. Posteriormente, y desde 2011, continúa el doctorando en ciencias naturales (énfasis en botánica) por la misma casa de estudios.
Es autora en la identificación y nombramiento de nuevas especies para la ciencia, a abril de 2015, de un nuevo registro de especies, especialmente de la familia Passifloraceae, y en especial del género Passiflora (véase más abajo el vínculo a IPNI).

## Algunas publicaciones
- OLIVEIRA, A. B.; Cassino, M.F.; SOUZA, M. A. D. de; GURGEL, E.S.C.; MENDONÇA, M.S. de; CARMELO-GUERREIRO, S.M.; MEIRA, R. M. S. A. 2012. Morfoanatomia e histoquímica da semente madura de Phenakospermum guyannense (Rich.) Endl. (Strelitziaceae). Revista Brasileira de Sementes (impreso) 34: 280/2-287

- SOUZA, M. A. D. de; HOPKINS, MICHAEL J.G. 2011. Passiflora fissurosa, uma nova espécie de Passifloraceae para o Amazonas, Brasil. Revista Brasileira de Sementes (impreso) 41: 449-452

- SOUZA, M. A. D. de 2010. Influência de cupinzeiros terrícolas na densidade de raízes absorventes em floresta e capoeira da Amazônia Central, Brasil. Revista Brasileira de Sementes (impreso) 4: 60-66

## Libros
- SOUZA, M. A. D. de et al (orgs.) 2004. Espécies Arbóreas da Amazônia. Belém: Embrapa Amazônia Oriental, 6 pp.
  - 10. Visgueiro, Parkia pendula
  - 9. Timborana, Pseudopiptadenia psilostachya.
  - 8. Jatobá, Hymenaea courbaril
  - 7. Cumaru, Dipteryx odorata
  - 6. Angelim vermelho, Dinizia excelsa
  - 5. Tatajuba, Bagassa guianensis
  - 4. Maçaranduba, Manilkara huberi
  - 3. Cajuaçu, Anacardium giganteum
  - 2. Andiroba, Carapa guianensis
  - 1. Parapará, Jacaranda copaia

- RIBEIRO, JOSÉ E.L. da S.; HOPKINS, MICHAEL J.G.; ALBERTO, V.; SOTHERS, C. A.; COSTA, M. A. da; BRITO, J.M. de; SOUZA, M. A. D. de; MARTINS, L.H.P.; LOHMANN, L.G.; ASSUNÇÃO, P.A.C.L. 1999. Flora da Reserva Ducke: Guia de identificação das plantas vasculares de uma floresta de terra firme na Amazônia Central. 1.ª ed. China: Midas Printing Ltda. v. 1. 816 pp.

## Capítulos de libros publicados
- En RIBEIRO, J.E.L. da S.; HOPKINS, M.J.G.; VINCENTINI, A.; SOTHERS, C.A.; COSTA, M.A. da; BRITO, J.M. de; SOUZA, M.A.D. de; MARTINS, L.H.P.; LOHMANN, L.G.; ASSUNÇÃO, P.A.C.L.; PEREIRA, E. da C.; SILVA, C.F. (orgs.) Flora da Reserva Ducke: Guia de identificação das plantas vasculares de uma floresta de terra firme na Amazônia Central. 1.ª ed. China: Midas Printing Ltda. 1999
  - SOUZA, M. A. D. de. Marantaceae, p. 714-721.
  - SOUZA, M. A. D. de. Meliaceae, p. 550-556.
  - SOUZA, M. A. D. de. Myrtaceae, p. 417-436.
  - SOUZA, M. A. D. de. Vitaceae, p. 499-499.

- En RIBEIRO, J.E.L. da S.; HOPKINS, M.J.G.; VINCENTINI, A.; SOTHERS, C.A.; COSTA, M.A. da; BRITO, J.M. de; SOUZA, M.A.D. de; MARTINS, L.H.P.; LOHMANN, L.G.; ASSUNÇÃO, P.A.C.L.; PEREIRA, E. da C.; SILVA, C.F. (orgs.) Flora da Reserva Ducke: Guia de identificação das plantas vasculares de uma floresta de terra firme na Amazônia Central. 1.ª ed. China: Midas Printing Ltda. 1999,
  - SOUZA, M. A. D. de ; BRITO, J.M. de. Polygonaceae, p. 225-227.
  - COSTA, M. A. da ; SOUZA, M. A. D. de. Acanthaceae, p. 606-607.
  - HOPKINS, MICHAEL J.G., ; SOUZA, M. A. D. de. Passifloraceae, p. 299-306.
  - HOPKINS, MICHAEL J.G., ; SOUZA, M. A. D. de. Theophrastaceae, p. 336-336.
  - SOTHERS, C. A., ; SOUZA, M. A. D. de. Dilleniaceae, p. 228-232.
  - SOTHERS, C. A., ; SOUZA, M. A. D. de. Memecilaceae, p. 453-458.
  - SOTHERS, C. A., ; SOUZA, M. A. D. de. Monimiaceae & Siparunaceae

## Membresías
- Sociedad Botánica de Brasil[7]